# Concierto para violín n.º 2 (Paganini)
El Concierto para violín n.º 2 en si menor op. 7 es un concierto para violín compuesto por Niccolò Paganini en 1826.  

## La Campanella
El tercer movimiento, conocido como La Campanella (La Campanilla), es el más popular de la obra y uno de los más famosos del compositor italiano. Ha servido de inspiración a otras obras, como el Étude S. 140 n.º 3 La Campanella, de Liszt, y Walzer à la Paganini, Op. 11 de Johann Strauss I.

## Movimientos
- Allegro maestoso en si menor y en si mayor.
- Adagio en re mayor.
- Rondo à la clochette[5] en si menor.